# Lírica italianizante
Se denomina lírica italianizante a la corriente poética desarrollada durante la primera mitad del [Renacimiento] (Reforma) dentro de la literatura española cuyos principales rasgos proceden de la lírica italiana de finales del Quattrocento.
El germen de esta corriente poética se suele considerar el encuentro mantenido en la ciudad de Granada por el poeta Juan Boscán y el embajador veneciano Andrea Navagero en 1526, gracias a la cual se introdujeron en la poesía española numerosos aspectos formales y temáticos de la lírica renacentista italiana. 
- El verso más utilizado pasaría a ser el endecasílabo.
- Las formas estróficas empleadas: soneto, terceto, octava real, lira, canción, silva y estancia.
- Los tipos de composición más habituales serían los de procedencia clásica: oda, égloga, elegía, y epístola.
- Los temas que se desarrollan en esa época son tres: 
  - El amor: unas veces como fuente de satisfacción y tristeza y otras como purificador del espíritu del hombre. Se trata de un amor petrarquista, un amor como destino.
  - La naturaleza: como marco de las relaciones amorosas y como reflejo del mundo en armonía y equilibrio que simboliza la perfección natural.
  - Los mitos: tomados como motivos temáticos en sí mismos o como recurso para expresar los sentimientos o reflexiones del poeta.

El poeta que da mayor plenitud y calidad a estas nuevas formas y temas fue Garcilaso de la Vega.